# Jasmin Burić
Pour les articles homonymes, voir Burić.
Jasmin Burić, né le 18 février 1987  à Zenica, est un footballeur bosnien. Il évolue au poste de gardien de but au Lech Poznań.

## Carrière
- 2004-2009 :  NK Celik Zenica
- 2009- :  Lech Poznań

### En sélection
Le 1er juin 2008, il dispute son premier match avec la Bosnie-Herzégovine, face à l'Azerbaïdjan.